# Pardosa potamophila
Pardosa potamophila là một loài nhện trong họ Lycosidae.
Loài này thuộc chi Pardosa. Pardosa potamophila được George Newbold Lawrence miêu tả năm 1927.